# Čremošnik
Čremošnik je priimek v Sloveniji, ki ga je po podatkih Statističnega urada Republike Slovenije na dan 1. januarja 2010 uporabljalo 18 oseb in je med vsemi priimki po pogostosti uporabe uvrščen na 13.741. mesto.

## Znani nosilci priimka
- Gregor Čremošnik (1890—1958), zgodovinar, slavist /filolog, univ. profesor
- Gregor Čremošnik ml. (1923—?), elektrotehnik, univ. profesor v Švici?
- Irma Čremošnik (1916—1990), arheologinja, klasična filologinja